# William Alfred Buckingham
William Alfred Buckingham (28 de maio de 1804 — 5 de fevereiro de 1875) foi um político, senador e governador republicano dos Estados Unidos pelo estado de Connecticut.
Nascido em Lebanon, Connecticut, Buckingham atendeu às escolas comuns e Academia Bacon em Colchester, Connecticut. Ele se envolveu em atividades mercantis e na fabricação. Ele serviu como prefeito de Norwich, Connecticut de 1849-1850, e novamente formar 1856-1857. Ele, então, serviu como o 41°. Governador de Connecticut 1858-1866, após o que retomou suas atividades de negócios anteriores.
Buckingham foi eleito para o Senado dos Estados Unidos e serviu de 4 março de 1869 até sua morte em 1875. Enquanto no Senado, Buckingham foi presidente da Comissão de Contas absorto, a Comissão para a Investigação e Retrenchment, e a Comissão dos Assuntos Indígenas. Ele foi enterrado no Cemitério Yantic em Norwich.
O navio USS Governador Buckingham (1863) foi nomeado em sua homenagem.